# قشلاق قرة تبة تماق علي
قشلاق قرة تبة تماق‌ علي هي قرية في مقاطعة بارس أباد، إيران. عدد سكان هذه القرية هو 175 في سنة 2006.